# 頭橋
頭橋，是臺灣嘉義縣民雄鄉的一個傳統地域名稱，位於該鄉南部中央略偏西。相較於今日行政區，其範圍大致包括興南村、金興村。

## 歷史
台灣日治初期，頭橋地區為一街庄（舊制街庄），稱為「頭橋庄」，隸屬於打貓東下堡。該庄西北及北與江厝店庄為鄰，東與塗樓庄為鄰，南邊隔陸界及牛稠溪與後湖庄為界，西南邊為牛稠溪庄，西邊一小段與牛斗山庄為界。
1901年（日治明治三十四年）11月11日，全台設置二十廳，該庄隸屬於嘉義廳。1904年（明治三十七年）2月15日，該庄編入「牛斗山區」，隸屬於嘉義廳。1909年（明治四十二年）10月25日，全台整併二十廳為十二廳，該庄仍隸屬於嘉義廳。1910年（明治四十三年）1月18日，各區管轄區域調整，該庄改隸屬於嘉義廳的「大崎腳區」。
1920年（大正九年）10月1日，全台廢十二廳改設五州二廳，該庄改制為「頭橋」大字，隸屬於臺南州嘉義郡民雄庄（新制街庄）。
戰後民雄庄改制為民雄鄉，隸屬於臺南縣，大字亦改制為村。1950年（民國39年）10月，雲、嘉、南分治，民雄鄉改隸屬於嘉義縣。

## 聚落
本地區發展較早的聚落有頭橋、下洋等，在日治期初期的官方地圖上已有記載。

## 交通
台鐵縱貫線是台灣西部南北向鐵路幹線，經過本地區東部。最近的車站在北側為民雄車站，在南側為嘉北車站。民雄車站屬三等站，停靠部分自強號、莒光號列車及全部區間車；嘉北車站屬簡易站，只停靠區間車；由此等可前往台鐵沿線各站。
省道台1線又稱「縱貫公路」，是臺北至楓港的傳統平面幹道，經過本地區東部邊界地帶暨頭橋聚落。由該道路北行可前往民雄鄉民雄市區、溪口鄉東端、大林鎮、雲林縣大埤鄉/斗南鎮交界、斗南鎮等地，南行可前往嘉義市、水上鄉、臺南市後壁區、新營區等地。
縣道166號是東石至瑞里的道路，經過本地區頭橋聚落。由該道路（大方向）西行可前往新港鄉、六腳鄉、東石鄉，並止於縣道168號轉角路口；東行可前往竹崎鄉、梅山鄉的瑞里，並止於縣道162甲線路口。
鄉道嘉79線是民雄至牛斗山的道路。
鄉道嘉82線是義橋仔至下洋仔的道路。
鄉道嘉83線是江厝店至牛稠溪的道路。

## 產業
- 頭橋工業區